# مات وليامز (لاعب كرة قاعدة أمريكي)
مات وليامز (بالإنجليزية: Matt Williams)‏ هو لاعب كرة قاعدة أمريكي، ولد في 12 أبريل 1971 في فرجينيا بيتش في الولايات المتحدة.

## وصلات خارجية
- مات وليامز على موقعبيزبول رفرنس.كوم (الدوري الرئيسي) (الإنجليزية)
- مات وليامز على موقعبيزبول رفرنس.كوم (الدوري الثانوي) (الإنجليزية)